# Getto

Plattegrond van getto in Warschau

Een getto is een stadswijk die voor het overgrote deel wordt bewoond door mensen die behoren tot een enkele etnische, religieuze of raciale groep, veelal met een laag inkomen. Vaak zijn deze mensen door de overheid of door de omstandigheden gedwongen om daar te wonen.

## Westers-christelijk Europa 1179-1900
Het Derde Lateraans Concilie stelde in 1179 verplicht dat joden apart moesten gaan wonen. In de loop van de daaropvolgende eeuwen ontstonden getto's in veel Europese landen als Portugal, Spanje, Duitsland, Italië en Polen. Er kwamen getto's in onder andere Lemberg, Vitebsk, Warschau, Lodz, Rome en Venetië, maar ook buiten Europa zoals in Shanghai.
De benaming getto is ontleend aan de Venetiaanse wijk Ghetto Nuovo. Ghetto komt van gheta, het Venetiaanse woord voor slak, het restproduct van een ijzergieterij. Op de plaats waar de joden sinds 1516 gedwongen woonden was namelijk eerder een ijzergieterij gevestigd.

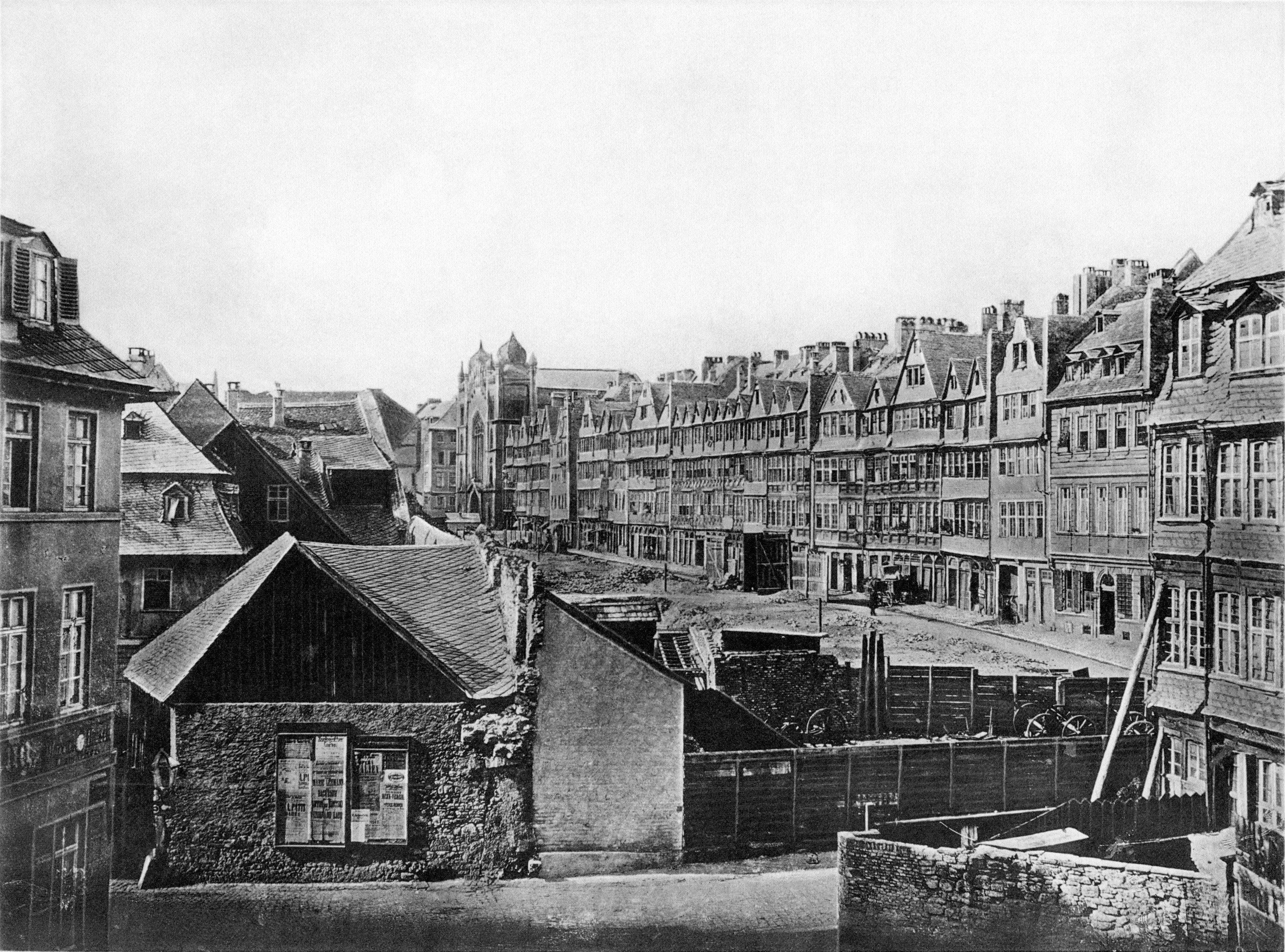
Het getto Judengasse te Frankfurt am Main tijdens de sloop ervan in 1868

Deze getto's verdwenen geleidelijk in de 19e eeuw. De na de Napoleontische tijd geliberaliseerde wetgeving stond de joden toe, ook buiten de aangewezen getto's te gaan wonen, en de oude getto's bestonden uit verouderde, dicht opeengepakte, onhygiënische en slecht gebouwde huizen, die plaats maakten voor nieuwere woonwijken.

## Nationaalsocialisme
Onder het nazi-bewind werden getto's heringevoerd om de Duitse greep op de joodse bevolkingsgroep en op zigeuners te versterken en hun deportatie en vernietiging te vereenvoudigen. In totaal hebben de nazi's alleen al in de door nazi-Duitsland bezette gebieden in Polen en de Sovjet-Unie minstens 1000 getto's gesticht. Alhoewel de gebruikelijke term in de literatuur getto is noemden de nazi's de getto's zelf Jüdischer Wohnbezirk of Wohnsiedlung der Juden, beide te vertalen met joodse woonwijk. Het eerste getto werd in oktober 1939 bij Piotrków Trybunalski in Polen gevestigd.
Tijdens de Tweede Wereldoorlog was het Getto van Warschau het grootste joodse getto: 450.000 à 560.000 mensen. Het op een na grootste getto van de nazi’s was dat van Łódź, eveneens in Polen: 300.000 mensen.
In 2013 erkende Duitsland dat de stad Amsterdam in zijn geheel als joods getto diende gedurende de Tweede Wereldoorlog.

## Huidige tijd

### Verenigde Staten
De term getto is in de Verenigde Staten in  gebruik om arme etnische stadswijken mee aan te duiden. Het woord is een officieus synoniem voor achterstandswijk. Belangrijk onderzoek naar deze wijken is gedaan door de Franse socioloog Loïc Wacquant, hoogleraar aan de Universiteit van Californie - Berkeley. Eind jaren 1980 combineerde hij zijn sociologisch veldwerk in het getto van Chicago enkele jaren met een carrière als profbokser. Hij onderzocht de overeenkomsten en verschillen tussen achterstandswijken, getto's, banlieues en dergelijke in de Verenigde Staten en Europa. Voor Amerikaanse achterstandswijken zoals die in Chicago, waar als gevolg van de ineenstorting van de auto-industrie en andere fabrieken het economische leven helemaal is weggevallen, en de sociale organisaties wegtrekken, gebruikt Wacquant zelfs de definitie hypergetto.

### Europa
Een land waarvan in grote stadsdelen de situatie wel vergeleken wordt met die in Amerika is Frankrijk. De verpauperde voorsteden van Parijs, Marseille, Lyon, Rijsel en andere grote Franse steden, vertonen vergelijkbare symptomen. In deze voorsteden, banlieues, bijvoorbeeld Clichy-sous-Bois of Bobigny, in het departement Seine-Saint-Denis, ten noorden van Parijs, bevindt zich vaak een hoge concentratie van immigrantengezinnen; dikwijls afkomstig uit de voormalige koloniën: Marokko, Mali, Algerije, Tunesië, Senegal, Vietnam en Laos. Tevens heerst er vaak criminaliteit, werkloosheid en armoede.
Ook in het Duitse Hamburg en Berlijn zijn wijken te vinden met in het desbetreffende geval een hoge concentratie van Turkse immigranten. In Oost-Europese landen, zoals onder andere in Roemenië en Bulgarije hebben zigeuners vaak een dergelijke positie: zij wonen vaak in woonwagenkampen zowel als krottenwijken, verstoten door de lokale gemeenschap.
In zuidelijk Italië, in en rond Napels, lijkt er - net als rondom Parijs - sprake te zijn van getto's. In vergelijkbare voorsteden, bestaande uit vooral monotone hoogbouwflats, is ook een concentratie van armoede en vooral veel criminaliteit. De afgelopen jaren zijn er zeer veel moorden en liquidaties in Napels, vrijwel altijd betreft het kansarme jongeren uit de verpauperde flatwijken van deze stad. Vaak zijn deze jongeren geronseld door de Camorra, een beruchte Napolitaanse maffiagroepering.

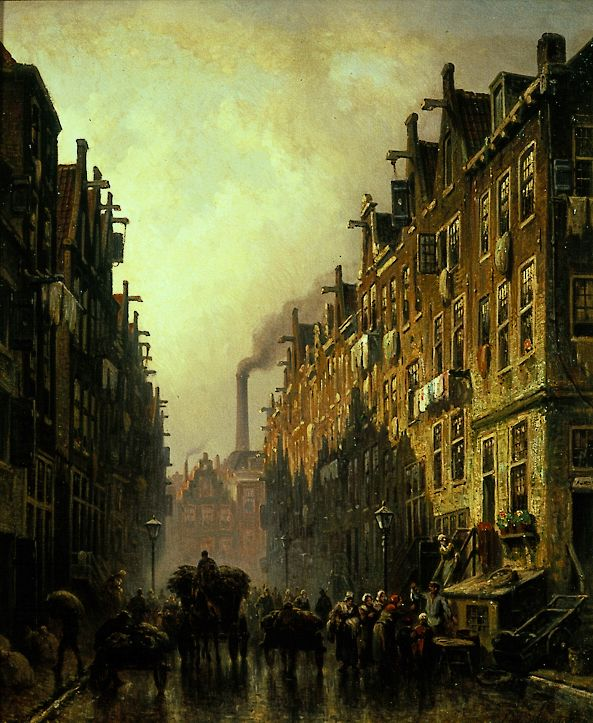
Eduard Alexander Hilverdink: Jodenbuurt in Amsterdam (1889)

In alle miljoenensteden in Europa zijn wel dieptepunten te vinden, zo ook in Londen. Vooral in het oostelijk deel van Londen; een bekende getto hier is Hackney. In het Verenigd Koninkrijk kennen meerdere steden verloederde arbeidersbuurten en betonnen flatwijken; vooral Glasgow, Edinburgh en Cardiff zijn steden in de periferie van het Verenigd Koninkrijk, die relatief veel armoede kennen.
Ook kennen de Deense steden Kopenhagen, Aarhus en Odense achterstandswijken waar de criminaliteit hoger ligt. Voorbeelden van achterstandswijken in Kopenhagen zijn Østerbro, Nørrebro en Vesterbro.

### Nederland
Nederland is een van de meest verstedelijkte en multiculturele landen van Europa, en zelfs de wereld. Steden als Amsterdam en Rotterdam kennen veel verloedering. Wijken als Bloemhof, Hoogvliet, Pendrecht, Spangen, IJsselmonde, Lombardijen en Feijenoord in Rotterdam, en de Bijlmer, Slotervaart, Osdorp en Bos en Lommer in Amsterdam, zijn berucht in Nederland omdat er veel criminaliteit zou zijn. Ook Den Haag (Schilderswijk) en Utrecht (Kanaleneiland, Ondiep, Lombok en Overvecht) komen regelmatig in het nieuws in dit verband.
Nederland heeft volgens veel deskundigen geen echte getto's. Bewoners van dergelijke wijken hebben vaak wel het idee dat deze wijken getto's zijn, aangezien velen worden geplaagd door overlast, geweld en vele andere zaken. Sommige wijken voldoen wel aan gevoelsmatige criteria: junks, drugdealers, diefstal, bijstandsafhankelijke gezinnen, hoog percentage aan etnische minderheden, leegstand, sociale woningbouw en het uiterlijk van de buurt. Het is moeilijk vast te stellen of Nederland getto's heeft, armoede is een zeer relatief begrip; een inwoner van de derde wereld zal hier heel anders tegenaan kijken dan de gemiddelde inwoner van een rustige voor- of slaapstad in Nederland. Internationaal worden de wijken dan meestal ook niet als getto's gezien omdat de omstandigheden er niet zo extreem zijn als in de derde wereld of als in de Verenigde Staten of zelfs Frankrijk.

### De derde wereld
De grootste armoede en criminaliteit zijn te vinden in Midden-Amerika, Brazilië, West-Afrika en Zuid-Afrika. In Midden-Amerika worden veel landen geplaagd door mara's. Dit zijn jeugdbendes die in grote aantallen in de arme wijken en landstreken voorkomen. Veel landen in Midden-Amerika kampen met fenomenale moord-statistieken en organiseren enorme opruimingen in deze getto's. De favela's (krottenwijken die in de metropolen van Zuid-Amerika zijn gebouwd, meestal tegen de heuvel op en als een stapel van krotten) hebben een levendige wapen- en drugshandel, extreme armoede en veel bendes die de dienst uitmaken. Deze zijn levensgevaarlijk voor toeristen en nog veel meer anderen.
Maar ook in Afrika is de verloedering extreem. In de West-Afrikaanse ex-koloniën (Ghana, Ivoorkust etc.) is een sterke urbanisatie gaande, alle armen trekken van het platteland naar de stad met hoop op werk en voorzieningen. Dit resulteert in sloppenwijken waar zelfs water moeilijk te vinden en krijgen is. Vele wijken worden geplaagd door aids, en andere ziekten en epidemieën.
In Zuid-Afrika is, ondanks de afschaffing van Apartheid, nog steeds een duidelijke segregatie. Hier bestaan zogenaamde Townships, waarvan de beruchtste gelegen zijn rond Kaapstad en Johannesburg. Soweto is daar een goed voorbeeld van. Dit is een stadsdeel van Johannesburg, net buiten de stad, en vrijwel geheel zwart en arm. Deze getto's zijn zeer berucht door veel geweld, berovingen en verkrachtingen.

### Compound
Een bijzondere vorm van getto - of misschien eerder de tegenhanger daarvan - zijn de compounds, omheinde woonwijken waarbinnen rijke burgers in landen met een zeer gespannen sociale situatie zich beschermen tegen de enorme criminaliteit die andere stadswijken teistert.